# Franz Bopp (Diplomat)
Franz Bopp (* 14. November 1862 in Worbis im Raum Sachsen; † 15. Februar 1929 in Berlin) war ein deutscher Diplomat.

## Leben
Franz Bopp wurde als Sohn des Amtsgerichtsrates Wilhelm Bopp und dessen Ehefrau Clara, geborene Reichhardt, geboren. Die Erziehung im Elternhaus folgte den Werten des evangelischen Glaubens. Er besuchte das Wilhelms-Gymnasium in Berlin und legte hier am 21. September 1880 das Abitur ab. Im Anschluss daran studierte er an den Universitäten in Lausanne und Berlin Rechtswissenschaften und Staatswissenschaften. Das Referandarexamen legte er am 21. November 1883 ab und war danach ab 6. Dezember im preußischen Justizdienst eingesetzt. Im April 1884 ging er als Einjährig-Freiwilliger zum preußischen Militärdienst, der bis März des Folgejahres andauerte. Zum Sekonde-Lieutnant der Reserve wurde er am 16. August 1885 befördert. Im Januar 1889 legte er sein Assesorenexamen ab.

### Im Auswärtigen Dienst
Im April 1889 wurde Franz Bopp in den Auswärtigen Dienst einberufen und begann hier eine konsularische Laufbahn im Auswärtigen Amt Berlin in der Abteilung III (Recht). Ein Jahr später wechselte er im Februar in die Abteilung II (Handelspolitik). Sein erster Auslandseinsatz führte ihn im Mai 1892 an das deutsche Konsulat nach Chicago. Mit dem Charakter eines Vizekonsuls oblag ihm hier die kommissarische Besetzung der Stelle des Vizekonsuls. Deutscher Botschafter in den USA war zu dieser Zeit Theodor von Holleben (1852–1908). Seine Stellung als Vizekonsul wurde Bopp am 17. Mai 1894 bestätigt. Noch im gleichen Jahr heiratete er N. Vocke, die Tochter des Rechtsbeistandes am deutschen Konsulat in Chicago, Wilhelm Vocke. Im Jahre 1896 wurde die Einsatzzeit von Bopp in Chicago von Juli bis Oktober durch einen kommissarischen Einsatz in der Abteilung III (Recht) im Auswärtigen Amt in Berlin kurzzeitig unterbrochen. Am 19. März 1896 wechselte er von Berlin aus an das Konsulat in Montreal zur kommissarischen Übernahme der Leitung vor Ort. Noch im Juni gleichen Jahres wurde er zum Konsul ernannt. In Montreal ging seine Einsatzzeit im September 1904 zu Ende und er übernahm zum 24. Oktober 1904 die Geschäfte des Konsulats in San Francisco. In dieser Zeit war Hermann Speck von Sternburg (1852–1908) deutscher Botschafter in den USA. Im Folgejahr wurde Bopp am 10. April als Konsul bestätigt und erhielt im März 1913 den Charakter eines Generalkonsuls. Spätestens in dieser Endphase seiner Dienstzeit in San Francisco war Bopp mit einbezogen in den, vom Militärattaché Franz von Papen (1879–1969) und dem Marineattaché Karl Boy-Ed (1872–1930) von der Botschaft in Washington aus organisierten Spionage- und Sabotagering. Unter Abdeckung ihres diplomatischen Status waren die Botschaftsmitarbeiter Franz von Rintelen (1878–1949), der Gehilfe des Militärattachés von Papen Wolf von Igel (1888–1970), der als Firmenvertreter der Krupp-Werke tätige Hans Tauscher (1867–1941), der Wirtschaftsattaché der Regierung in Berlin Heinrich Friedrich Albert (1874–1960) und der Nachrichtenoffizier der Sektion III b Horst von der Goltz (* 1884) innerhalb dieses Netzwerkes nachrichtendienstlich tätig. Kurz vor seiner Abberufung aus San Francisco warb Bopp 1914 den als Kaufmann tätigen Kurt Jahnke (1882–1950) zur Informationsgewinnung im Bereich der Handels- und Schifffahrtswege an. Mit Ausbruch des Ersten Weltkrieges wurde Bopp von San Francisco abgerufen. Die Geschäfte übergab Bopp an seinen Stellvertreter Eckhard von Schack (1879–1961). Nach Deutschland zurückgekehrt wurde Bopp am 16. August im Auswärtigen Amt in der Zensurstelle zur Überwachung der Presse eingesetzt. Doch bereits am 14. März 1915 kehrte er, nun ohne diplomatischen Status, nach San Francisco zurück.

### Wieder in San Francisco
Von San Francisco aus setzte Franz Bopp 1915, unter Nutzung seines vor Ort bestehenden Kontakt- und Informantennetzwerkes die nachrichtendienstliche Tätigkeit innerhalb der Gruppe um die beiden militärischen Attachés der deutschen Botschaft in Washington Boy-Ed und von Papen fort. Unter Verletzung der 1915 vom US-amerikanischen Kongress verabschiedeten Neutralitätsgesetze planten sie in den USA die Zerstörung von Munitionsfabriken, von Transportwegen und von Umschlagplätzen für Kriegsgüter, sie warben Fachkräfte der Rüstungsindustrie ab, schufen künstliche Engpässe für Rohstoffe zur Waffenherstellung und Auslieferung von Waffen an Großbritannien, gründeten sogenannte „Kriegsnachrichtenbüros“ zur Sammlung von militärisch bedeutsamen Informationen. Und sie griffen durch Fälschungen und Bestechungen in die Pass- und Visahoheit der USA ein. Jedoch war ab diesem Zeitpunkt noch ein weiterer Schwerpunkt dazugekommen, der in der Organisation von Insurrektionsvorhaben zur Auslösung von Aufständen in den Kolonialändern Englands und Frankreich zur letztendlichen Schwächung der Kriegsgegner Deutschlands führen sollte. Dazu gehörten der Einsatz von Agent-Provokateurs, der Vertrieb von Propagandamaterial in den ausgewählten Regionen genauso wie die Übergabe von Waffen und Geldmittel zur Bestechung der führenden politischen Köpfe „antikolonialer Organisationen“. Das Operationsgebiet Franz Bopps zur Auslösung von „nationalen“ Aufständen waren Indien, Thailand, Siam und Shanghai. Mindestens drei der von Bopp in die betreffenden Regionen mitorganisierten geheimen Waffenlieferungen scheiterten, weil sie entdeckt und verhindert wurden. Der Hauptorganisator hierfür war der Leiter der Sektion III b im Stellvertretenden Generalstab in Berlin Hauptmann Rudolf Nadolny (1873–1953). Mehrere der in diesem Bereich beauftragten Nachrichtenoffiziere wurden über das Büro von Bopp in San Francisco koordiniert, so unter anderem die für den Einsatz in Siam vorgesehenen Herren Georg Paul Böhm, Henry Schult und Albert Wehde. Andere Personen erhielten seine Adresse zur Kontaktaufnahme und Weiterführung der Reiseaktivitäten, wie der für den Marinenachrichtendienst tätige Offizier Lothar Witzke (1895–1962), der ihn Anfang 1916, nach seiner Flucht aus chilenischer Haft aufsuchte und bei ihm Bericht erstattete.
Im Februar 1916 wurde Franz Bopp und mehrere seiner „Mitwirkenden“ an den Aufstandsvorbereitungen, in dem sogenannten „Hindu-Plot“, darunter die beiden deutschen Diplomaten Wilhelm von Brincken (1881–1946) und Eckhard von Schack, von einem US-amerikanischen Gericht wegen der Verletzung der Neutralitätsgesetze und wegen verschwörerischer Tätigkeiten angeklagt. Im Januar des Folgejahres wurde er wegen weiterer Delikte in diesem Zusammenhang zu einer Haft- und Geldstrafe verurteilt. Fast zeitnah wurde er, durch seinen obersten Dienstherren, das Auswärtige Amt, mit Wirkung ab 9. April 1917 in den einstweiligen Ruhestand versetzt. Im Dezember 1917 stand er erneut vor einem US-amerikanischen Gericht und wurde dieses Mal wegen seiner Beteiligung an den deutsch-indischen Insurrektionen von 1914 bis 1916 und wegen des Verstoßes gegen die US-amerikanischen Waffengesetze angeklagt. Hier erfolgte dann im Mai 1918 seine Verurteilung zu einer Haftstrafe, die er sofort antreten musste. Am 6. Oktober 1920 wurde er, infolge einer Amnestie, vorzeitig aus der Haft entlassen und kehrte nach Deutschland zurück.

### In Deutschland
Daraufhin nach Deutschland zurückgekehrt wurde Franz Bopp am 25. Januar 1921 in das Auswärtige Amt, nun das Reichsministerium der Weimarer Republik, aufgenommen. Eine genaue Verwendung seiner Person wurde nicht vermerkt. Aber am 6. Dezember 1924 erfolgte seine Ernennung zum Vortragenden Legationsrat.

### Familie
Während seiner Amtszeit als Vizekonsul am deutschen Konsulat in Chicago heiratete Franz Bopp am 17. Mai 1894 N. Vocke, die Tochter des Rechtsbeistandes am deutschen Konsulat Chicago. Aus dieser Ehe gingen 3 Kinder hervor, darunter Franz Bopp, geboren am 11. Mai 1904. Zum zweiten Mal heiratete er am 19. Februar 1921, seine 2. Ehefrau wurde Anne Schreiber.
Franz Bopp verstarb am 15. Februar in Berlin.